# 欠陥干渉粒子
欠陥干渉粒子（英: defective interfering particle;DIP）とはゲノムの一部あるいは全部を欠くウイルス粒子。欠損干渉粒子あるいはDI粒子とも呼ばれる。ゲノムの欠損があるため、欠陥干渉粒子は自身で感染の維持はできない。代わりに、欠陥干渉粒子の存続は適切なヘルパーウイルスの重複感染（co-infection）に依存する。ヘルパーウイルスは欠陥干渉粒子に欠損する遺伝子の機能を提供する。欠陥干渉粒子はヘルパーウイルスの増幅に必要な酵素を競合的に利用するため、ヘルパーウイルスの増幅を抑制する。欠陥干渉粒子によるヘルパーウイルスの増幅の抑制はウイルス感染を阻止するには十分ではなく、臨床的に欠陥干渉粒子を利用することはできない。一般に欠陥干渉粒子は完全なウイルスよりも小さいゲノムを有するため、効率的に増幅して非感染性の粒子を大量に作成する。細胞培養においてウイルス価を判定できる場合、欠陥干渉粒子の出現は最初の高いMOI感染に関係することが多い。欠陥干渉粒子は継代を継続した場合に認められる感染価の周期的な変化に関係する。